# Stavroupoli
Stavroupoli là một khu định cư ở Pavlos Melas, Hy Lạp, đặt tên theo Thập giá Đích thực.